# Яна-Булякское сельское поселение
Яна-Булякское се́льское поселе́ние — муниципальное образование в Тукаевском районе Татарстана Российской Федерации.
Административный центр — деревня Яна-Буляк.

## История
Статус и границы сельского поселения установлены Законом Республики Татарстан от 31 января 2005 года № 39-ЗРТ Законом Республики Татарстан от 31 января 2005 года № 42-ЗРТ «Об установлении границ территорий и статусе муниципального образования "Тукаевский муниципальный район" и муниципальных образований в его составе».

## Население
| 2010 | 2011 | 2012 | 2013 | 2014 | 2015 | 2016 |
| ---- | ---- | ---- | ---- | ---- | ---- | ---- |
| 621  | ↗622 | →622 | ↘616 | ↘603 | ↘588 | ↘581 |
| 2017 | 2018 |      |      |      |      |      |
| ↘578 | ↘570 |      |      |      |      |      |

## Состав сельского поселения
| № | Населённый пункт  | Тип населённого пункта          | Население |
| - | ----------------- | ------------------------------- | --------- |
| 1 | Бай-Буляк         | деревня                         |           |
| 2 | Куктяк-Мирсаитово | деревня                         |           |
| 3 | Старое Клянчино   | деревня                         |           |
| 4 | Яна-Буляк         | деревня, административный центр |           |